# Chavida
Chavida o Chávida es una localidad perteneciente al municipio de Santiuste de Pedraza, en la provincia de Segovia, comunidad autónoma de Castilla y León, España. En 2023 contaba con 14 habitantes.

## Geografía

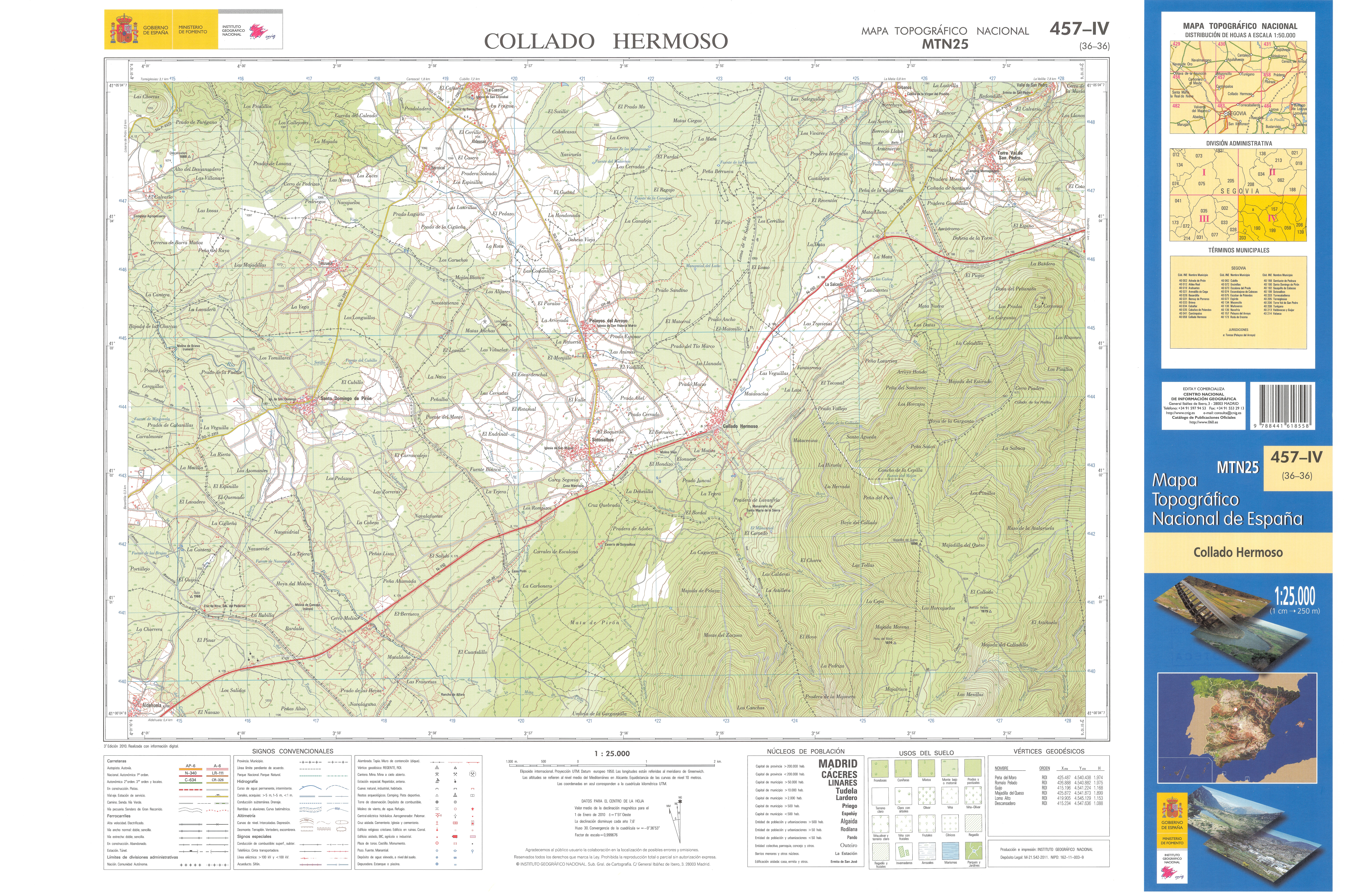
Fragmento de la hoja 457 del Mapa Topográfico Nacional de España de 2010 en el que se representa parte de Chávida

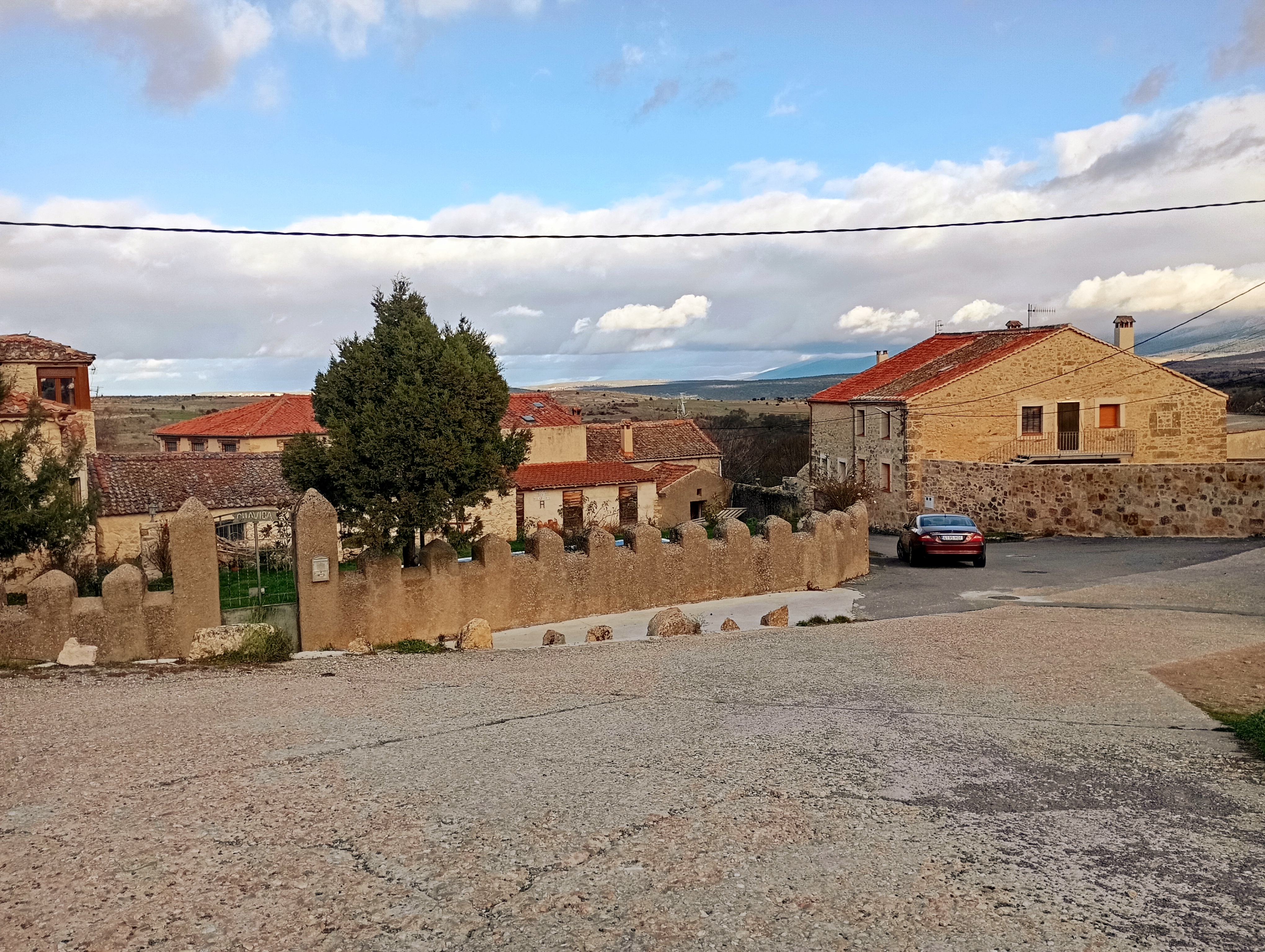
Calles de Chávida

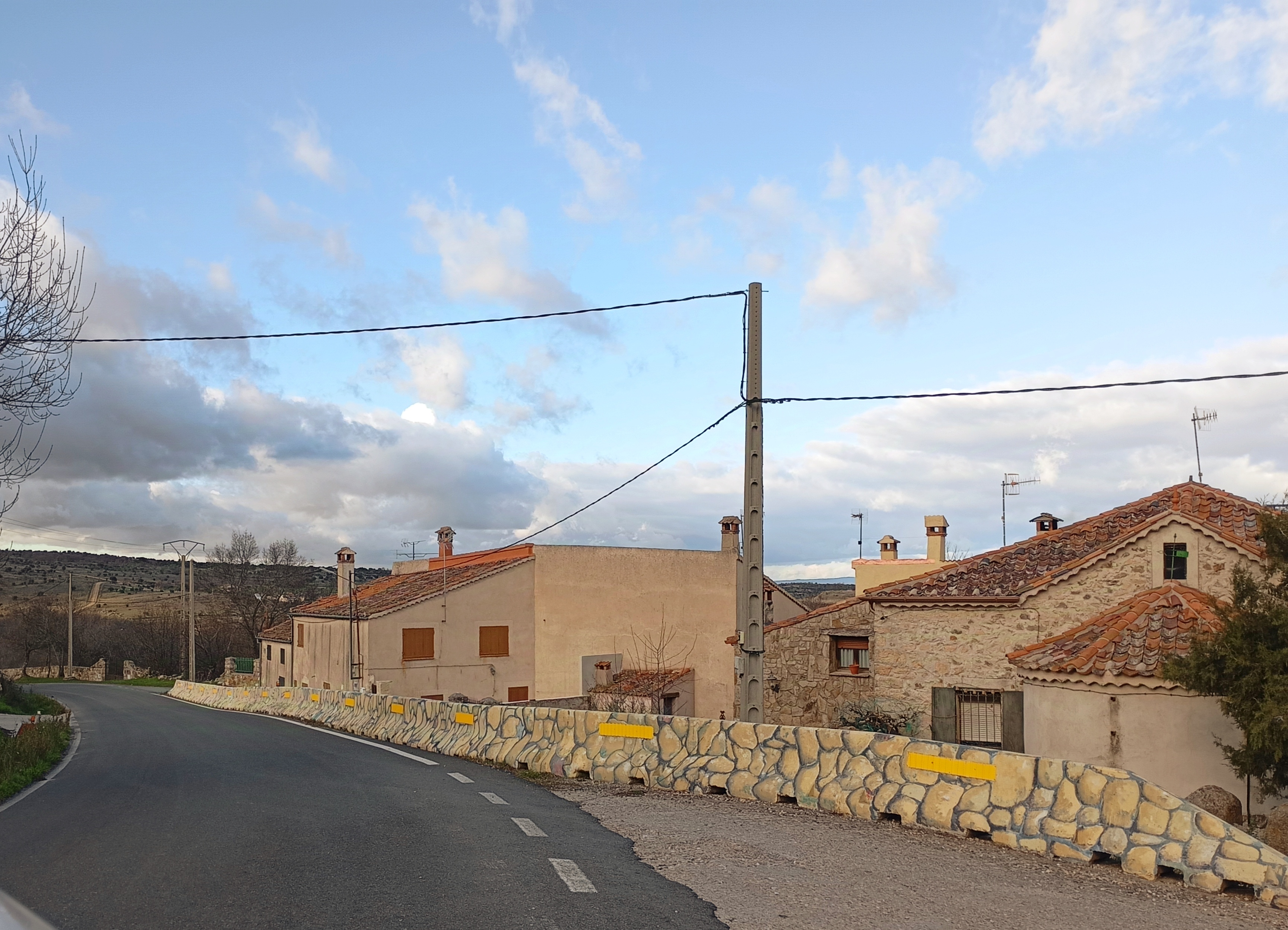
Carretera SG-V-2315 a su paso por Chávida

Integrada en la Comunidad de Villa y Tierra de Pedraza, se sitúa a 23 km de la capital segoviana. La localidad está atravesada por la carretera SG-P-2315, que permite la comunicación con La Mata (a 1 km), donde se sitúa el ayuntamiento, pasando por Urbanos (a 0,3 km) y con la N-110 después de incorporarse a la SG-P-2322.
Situada al pie de los Montes Carpetanos, pertenecientes a la Sierra de Guadarrama la localidad se encuentra en un pequeño valle entre dos elevaciones de terreno.
| Noroeste: Urbanos                        | Norte: Urbanos                          | Noreste: Urbanos                |
| Oeste: La Cuesta                         |                                         | Este: Torre Val de San Pedro    |
| Suroeste: La Salceda, Pelayos del Arroyo | Sur: La Salceda, Torre Val de San Pedro | Sureste: Torre Val de San Pedro |

## Historia
Fundada o repoblada durante la Reconquista a expensas de la Comunidad de Villa y Tierra de Pedraza, a la que pertenece desde entonces. Su nombre es el de quien repobló este lugar, de origen vasco.
Siempre perteneció al municipio actual, que antiguamente se denominaba el Concejo de las Vegas y tenía su capital en el despoblado de Santiuste, sito junto a la Iglesia románica de los santos Justo y Pastor (san Yuste = san Justo).

## Demografía
| 19            | 21 | 30 | 27 | 30 | 24 | 30 | 20 | 15 | 13 | 10 | 10 |
| (Fuente: INE) |    |    |    |    |    |    |    |    |    |    |    |

## Cultura

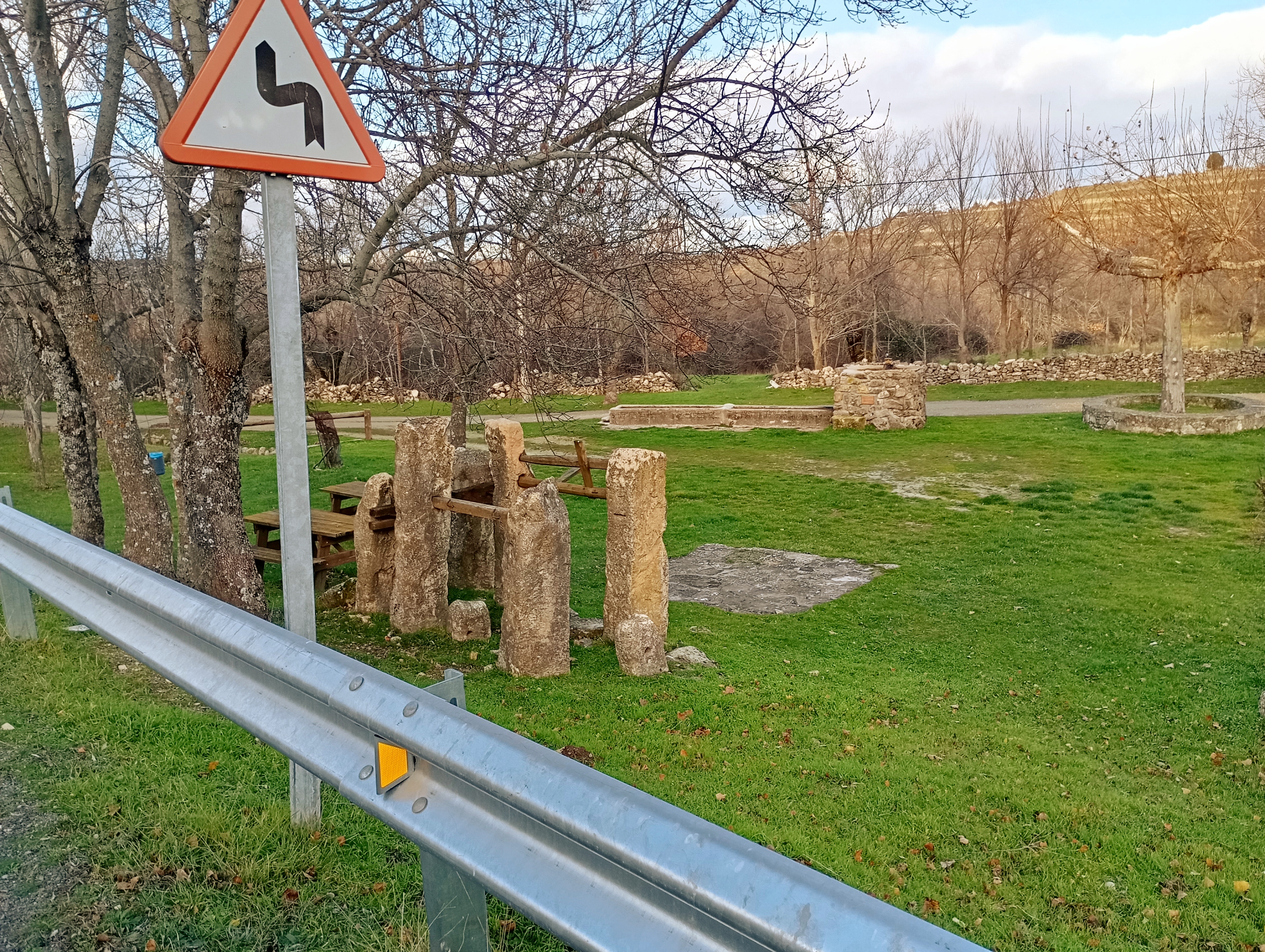
Potro de herrar y pilón al fondo, situados a mitad de camino de Urbanos

### Patrimonio
- Iglesia de San Justo y Pastor. Está situada sobre un altozano, junto al cementerio, se encuentran los restos de la iglesia románica de los santos Justo y Pastor. Sufrió un incendio en 1930, conservándose el ábside y una torre.
- Monumento de la Virgen del Pradillo. Humilladero compuesto por una hornacina enmarcada por un frontón que tiene forma de arco de medio punto de nueva factura con las dovelas decoradas con estrellas de cuatro puntas dentro de círculos, elementos románicos de una construcción anterior. Cuenta con una imagen tallada en piedra, la cual años atrás estuvo policromada.
- Fuentes del Sorreoyo, Vieja y de las Eras.
- Potro de herrar y pilón con un salto de agua compartidos con Urbanos.
- El Praillo, entre Chávida y Urbanos. Es una explanada donde se encuentra un abrevadero de ganado y las ruinas de la Casa Concejo.[3][6][7][8][9]

### Fiestas
- Santa Isabel, el 2 de julio.
- San Bartolomé, el 24 de agosto.[5][7][10]